# Sultana Levy Rosenblatt
Sultana Levy Rosenblatt (Belém, 10 de julho de 1910 - McLean (Virgínia), EUA, 28 de março de 2007), foi uma escritora brasileira de ascendência judia sefardita. Foi participante do movimento modernista brasileiro de Belém, em sua terceira fase (segunda metade da década de 1940).

## Biografia
De família judaica, a escritora registrou em suas obras a trajetória dos seus antepassados que deixaram o Marrocos para vir se fixar na Amazônia do século XIX, em busca de riqueza material (por conta do Ciclo da Borracha) e liberdade religiosa, já que no Brasil ao menos em tese poderiam ser aceitos como imigrantes brancos e não teriam que viver em guetos cercados por muçulmanos hostis. Seu pai, Eliezer Levy, foi figura proeminente na sociedade local, tendo sido prefeito de Afuá, no Pará, e de Macapá, no Amapá. Coronel da Guarda Nacional, era contudo mais conhecido como Major Levy, e chegou a fundar um jornal sionista, o Kol Israel ("A Voz de Israel").
Na infância, a escritora frequentou um grupo escolar em Vila Pinheiros (atual distrito de Icoaraci, em Belém), e conta ali ter experimentado o que registrou como o primeiro caso de antissemitismo em sua vida: a professora escreveu quatro vocábulos femininos na lousa para que as alunas dessem a versão masculina dos mesmos: sultana, judia, ladra, galinha. A escritora conta ter entrado em choque, pois embora fosse Sultana e judia, não era ladra de galinhas. O abalo emocional foi tão forte que ela passou dias sem ir à escola, mas que ao retornar, foi bem recebida pela professora, que lhe perguntou afavelmente porque se ausentara por tanto tempo.
A escritora guarda melhores recordações de seus anos no curso ginasial, quando frequentou o Colégio Estadual Paes de Carvalho e começou a publicar seus escritos, tanto no "jornal" dos rapazes quanto na "revista" das moças. Segundo Sultana Levy Rosenblatt,
O que eu escrevia não era grande coisa. Uns contos ainda infantis. Possuía, porém muita imaginação e quando tínhamos composição na aula, dentro de uma hora eu escrevia a minha e as das duas colegas que me ladeavam, cada uma com um assunto diferente.
Casada com Martin Rosenblatt, um cidadão estadunidense, teve três filhos com ele e faleceu nos Estados Unidos, onde residia. A família Rosenblatt chegou a residir em Porto Rico em 1949, por conta do trabalho do marido, e ali a escritora escreveu seu segundo romance, Chavito Pietro, que só seria publicado em 1957.

## Obras
- Uma Grande Mancha de Sol (1951)
- Chavito Pietro (1957)
- Barracão (1959)
- Reviravolta (1978)
- As virgens de Ipujucama (1978)
- A visita a sua alteza: o Sr. Príncipe (1999, peça teatral)